# Vernon Ransford
Pour les articles homonymes, voir Ransford.
Vernon Seymour Ransford est un joueur de cricket international australien né le 20 mars 1885 à South Yarra et mort le 19 mars 1958 à Brighton. Batteur au sein de l'équipe du Victoria à partir de 1904, il dispute 20 test-matchs avec l'équipe d'Australie entre 1907 et 1912.

## Bilan sportif

### Principales équipes
- Victoria

### Statistiques
- 20 sélections en test cricket de 1907 à 1912.

## Honneurs
- Un des cinq Wisden Cricketers of the Year en 1910.